# Microrégion du Baixo Jaguaribe
 (février 2025).
Si vous disposez d'ouvrages ou d'articles de référence ou si vous connaissez des sites web de qualité traitant du thème abordé ici, merci de compléter l'article en donnant les références utiles à sa vérifiabilité et en les liant à la section « Notes et références ».
La microrégion du Baixo Jaguaribe est l'une des quatre microrégions qui subdivisent la mésorégion du Jaguaribe, dans l’État du Ceará au Brésil.
Elle comporte 10 municipalités qui regroupaient 313 662 habitants en 2006 pour une superficie totale de 9 951 km2.

## Municipalités[1]
- Alto Santo
- Ibicuitinga
- Jaguaruana
- Limoeiro do Norte
- Morada Nova
- Palhano
- Quixeré
- Russas
- São João do Jaguaribe
- Tabuleiro do Norte